# أسبلاط أقطع
أسبلاط أقطع (الاسم العلمي:Aspalathus truncata) هو نوع من النباتات يتبع جنس الأسبلاط من الفصيلة البقولية.